# Bitou (département)
Pour les articles homonymes, voir Bitou et Bittou.
Cet article concerne le département et la commune rurale. Pour la ville chef-lieu, voir Bitou (Burkina Faso).
Bittou ou Bitou est un département et une commune urbaine de la province du Boulgou, situé dans la région du Centre-Est au Burkina Faso.

## Géographie

### Démographie
C'est une zone cosmopolite car habitée par toutes les peuples du Burkina et aussi des étrangers ; mais sa population principale reste les Bissa.
Le département comptabilisait :
- 72 053 habitants selon les données consolidées du recensement général de la population de 2006[2],[3].
- 102 400 habitants selon les données préliminaires du dernier recensement général de la population de 2019[1].

### Villes et villages
Le département et la commune urbaine de Bittou (ou Bitou) est administrativement composé d'une ville chef-lieu homonyme (données de population consolidées issues du recensement de 2006) :
- Bittou (ou Bitou), divisée en 5 secteurs urbains (totalisant 20 118 habitants) :

- Secteur 1 (6 759 habitants)
- Secteur 2 (2 508 habitants)
- Secteur 3 (4 346 habitants)
- Secteur 4 (4 442 habitants)
- Secteur 5 (2 063 habitants)

et de vingt-six villages (totalisant 51 935 habitants) :
- Békouré (3 270 habitants)
- Bélayerla (1 834 habitants)
- Bourzoaga (38 habitants)
- Déma (1 351 habitants)
- Fottigué (1 461 habitants)
- Garanga (2 020 habitants)
- Gnangdin (5 087 habitants)
- Kankamogré (2 105 habitants)
- Kankamogré-Peulh (1 517 habitants)
- Kanyiré (2 179 habitants)
- Kodemzoaga (473 habitants)
- Komtenga (138 habitants)
- Largué (645 habitants)
- Loaba (5 241 habitants)
- Loaba-Peulh (40 habitants)
- Mogandé (4 325 habitants)
- Mogandé-Peulh (474 habitants)
- Mogomnoré (2 777 habitants)
- Nianlé (1 090 habitants)
- Nohao (2 176 habitants)
- Sangabouli (1 670 habitants)
- Sawenga (4 776 habitants)
- Tiba (1 409 habitants)
- Zambanèga (1 070 habitants)
- Zampa (1 855 habitants)
- Zékézé (2 914 habitants)

## Administration
La commune de Bittou a connu 4 maires. Actuellement la mairie est gérée par le conseil d'une délégation spéciale.

## Économie
Elle a connu une forte croissance grâce notamment à sa douane et au commerce dû à sa situation géographique.